# Bloodhorse
Bloodhorse est un groupe de stoner rock originaire de Boston, Massachusetts formé en 2005. En 2007 ils signent chez Translation Loss Records.

## Biography
Bloodhorse se forme fin 2005 à Boston, Massachusetts, avec comme line-up Matt Woods (basse), Adam Wentworth (guitare), et Alex Garcia-Rivera à la batterie . 
Les 3 membres actuels avaient "sévi" auparavant dans des groupes de punk / hardcore.  Les 4 premiers morceaux furent rapidement enregistrés par le groupe lui-même en avril 2006 et sont parus sur un EP demo intitulé "Black Lung Rising". 
En 2007, ils enregistrent leur premier EP sur le label "Translation Loss Records" simplement intitulé "EP".

## Composition du groupe

### Membres actuels
- Adam Wentworth - Guitare / chant
- Matt Woods - Basse / chant
- Alex Garcia-Rivera - Batterie

## Discographie
- Black Lung Rising CD" (2006) - Self Released
- EP CD" (2007) - Translation Loss Records
- Horizoner CD" (2009) - Translation Loss Records